# Перечник (деревня)
Перечник, ранее Перещник — упразднённая деревня в Торопецкого района Тверской области. Располагалась на территории Василёвского сельского поселения.

## География
Деревня была расположена примерно в 13 километрах к северо-востоку от районного центра, города Торопец. Находиласть на левом берегу реки Меденка (другое название — Перечня). Ближайшим населённым пунктом являлась деревня Заболонье.

## История

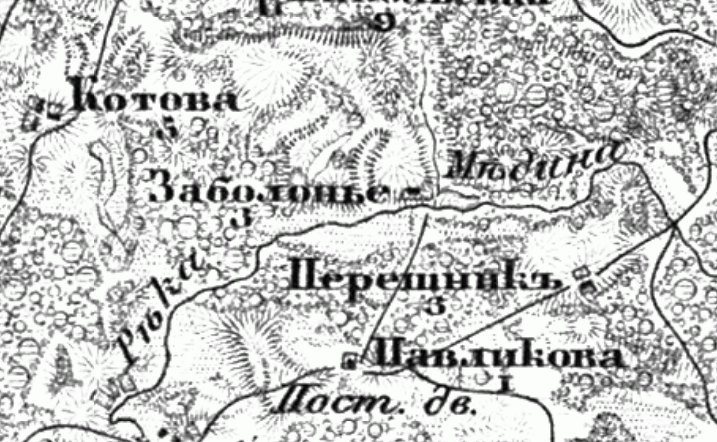
Деревня Перещник на карте 1871 года

Деревня впервые упоминается под названием Перещник на топографической карте Фёдора Шуберта, изданной в 1871 году. Имела 3 двора.
В списке населённых мест Псковской губернии за 1885 год значится деревня Перечник (№ 12197). Располагалась на реке Меденке в 15 верстах от уездного города. Входила в состав Туровской волости Торопецкого уезда. Имела 5 дворов и 29 жителей.
На карте РККА 1923—1941 годов обозначена деревня Перечник. Имела 7 дворов.